# Нил Калабријски
Свети Нил Калабријски или Свети Нил Росански (910—1005) је хришћански светитељ из 10. века. Један је од најпознатијих православних монаха Италији, оснивач чувеног манастира Гротаферата.

## Биографија
Свети Нил је рођен 910. године у Росану, градићу у Калабрији, у богатој грчкој породици. Рано је остао без родитеља. Ипак, стекао је добро образовање. Оженио се као млад. Имао је кћерку у браку. У зрелим годинама се замонашио у калибријском манастиру Св. Василија.
Касније је основао манастир Светог Хадријана у близини Светог Димитрија из Короне. Тамо је провео око 30 година.
Године 979, када је имао 69 година, због муслиманске инвазије је био принуђен да напусти манастир и заједно са монасима бежи и скрива се у днашњој бенедиктинској опатији Монте Касино.
Био је велики подвижник међу Грцима у Калабрији, оснивач више манастира, чудотворац и бранитељ чистоте вере православне.
Умро је 1005. године. Сахрањен је у манастиру Гротаферата, чији је оснивач. Оставио је за собом многе ученике, међу којима се нарочито истакао Свети Вартоломеј (+1044), писац многих канона.
Православна црква спомиње Светог Нила 26. септембра по јулијанском календару.